# گایانه موسایلیان
گایانه آلکساندری موسایلیان (ارمنی: Գայանե Ալեքսանդրի Մուսայելյան زاده ۲۲ ژوئن ۱۹۴۵) یک دانشمند اهل ارمنستان-ایالات متحده آمریکا است.

## زندگی‌نامه
وی در ۲۲ ژوئن ۱۹۴۵ در لنیناکان به دنیا آمد و از دانشگاه دولتی علوم پرورشی خاچاطور آبوویان ارمنستان فارغ‌التحصیل گشت. وی در دانشگاه دولتی علوم پرورشی خاچاطور آبوویان ارمنستان فعالیت می‌کند

## یادداشت
1. ↑  Գիտությունների դոկտոր
2. ↑  ۲۰۱۸-۱۹۴۵